# Lettgaller

Baltic Tribes c 1200

Lettgaller var en historisk baltisktalande stam bosatta i nuvarande centrala och östra Lettland mellan åtminstone 400-talet och 1500-talet.  
Lettgallerna betalade tribut till hertigen av Polotsk under 1000-talet, när rysk-ortodox kristendom spreds bland dess styrande elit. När Livländska korståget nådde området vid sekelskiftet 1200 bytte lettgallerna från ortodox kristendomen till katolsk kristendom och allierade sig med livländska orden, vars vasaller de blev. När deras hedniska grannar besegrats av korsriddarna, kunde lettgallerna bosätta sig i delar av Livland som avbefolkats, och de utgjorde därför en viktig grupp som formade den lettiska etniciteten. 